# 가덕면
가덕면(加德面)은 대한민국 충청북도 청주시 상당구의 면이다.

## 개요
가덕면은 충청북도 청주시 남동부에 있는 면으로 서쪽은 남일면, 문의면에 접하고, 동쪽은 선도산(546m)·선두산(527m)·백족산(472m)·살티재·피반령(547m) 등의 준봉이 병풍처럼 줄을 지어 보은군에 접한다. 15개리로 이루어져 있다. 먹거리로는 가덕막걸리가 유명하다.

## 행정 구역
| 법정리 | 한자명 | 행정리                    | 비고     |
| ------ | ------ | ------------------------- | -------- |
| 청용리 | 靑龍里 | 청용1리, 청용2리, 청용3리 |          |
| 행정리 | 杏亭里 | 행정리                    |          |
| 삼항리 | 三項里 | 삼항1리, 삼항2리          |          |
| 국전리 | 菊田里 | 국전1리, 국전2리          |          |
| 상대리 | 上垈里 | 상대1리, 상대2리          |          |
| 노동리 | 蘆洞里 | 노동1리, 노동2리, 노동3리 |          |
| 인차리 | 仁次里 | 인차1리, 인차2리          | 면소재지 |
| 계산리 | 桂山里 | 계산1리, 계산2리, 계산3리 |          |
| 수곡리 | 首谷里 | 수곡1리, 수곡2리          |          |
| 시동리 | 枾洞里 | 시동리                    |          |
| 병암리 | 屛岩里 | 병암1리, 병암2리, 병암3리 |          |
| 금거리 | 金居里 | 금거1리, 금거2리          |          |
| 상야리 | 上野里 | 상야1리, 상야2리          |          |
| 한계리 | 閑溪里 | 한계1리, 한계2리          |          |
| 내암리 | 內岩里 | 내암리                    |          |
| 15리   |        | 31행정리                  |          |

## 교육
- 가덕초등학교 (병암리)
  - 상야분교 (폐교) - 가덕면 상야길 6-14 (상야리)
- 행정초등학교 (행정리)
- 가덕중학교 (병암리)
- 충북과학고등학교 (상야리)
- 충청북도교육청 단재교육연수원